# 陈玉田
陈玉田（1944年9月—）河北省易县人，中国人民解放军少将。

## 生平
北京理工大学管理系管理工程专业毕业，在职大学学历。1961年8月参加中国人民解放军。1964年1月加入中国共产党。历任中国人民解放军某师某团班长、排长、司令部参谋，中国人民解放军某军司令部炮兵室参谋，中国人民解放军某师炮兵团副参谋长。1974年，任中国人民解放军某师炮兵团参谋长。1978年，任中国人民解放军某师炮兵团团长。1981年1月，任中国人民解放军某师参谋长。1983年4月，任中国人民解放军某师副师长。1985年7月，任中国人民解放军陆军第六十五集团军参谋长。1987年9月到1989年7月，在中国人民解放军国防大学离职学习。1992年9月，任青海省军区副司令员。1993年1月，任山西省军区副司令员。1998年8月，任河北省军区司令员。1998年10月后，任中共河北省委常委、河北省军区司令员。